# Civitacampomarano
Civitacampomarano – miejscowość i gmina we Włoszech, w regionie Molise, w prowincji Campobasso.
Według danych na rok 2004 gminę zamieszkiwało 676 osób, 17,8 os./km².